# Smithton, Missouri
Smithton är en ort i Pettis County i delstaten Missouri, USA.